# Cloud Strife
Cloud Strife är den fiktiva huvudpersonen i datorrollspelet Final Fantasy VII, utgivet av Squaresoft (numera sammanslaget med Enix och går under namnet Square Enix). Han kännetecknas av sin taggiga frisyr, och sitt enorma svärd som kallas för Buster Sword.

## Bakgrund
I Final Fantasy VII är Cloud en 21-årig legosoldat som tar alla jobb han kan få; för honom spelar det ingen roll vad han jobbar med så länge som han får betalt för det. Rebellgruppen AVALANCHE hyr in Cloud för några jobb tillsammans med dem eftersom de har hört att han har goda stridskunskaper. De är emot Mako-reaktorer eftersom de suger ut jordens energi och om all energi sugs ut dör jorden. Detta vill AVALANCHE förhindra och de har bestämt sig för att spränga några reaktorer. Gruppen består av Barret Wallace, Jesse, Wedge, Biggs och även till viss del av Tifa Lockhart, Clouds barndomsvän. I och med arbetet med AVALANCHE växer Cloud som person och börjar bry sig mer om vad som händer runtomkring. Början av spelet går mest ut på att hjälpa till med att spränga reaktorer, och det är efter ett sådant uppdrag som man för första gången möter blomförsäljerskan Aeris Gainsborough. Cloud utvecklar en nära relation till Aeris.

## Framträdanden

### Final Fantasy
Förutom i spelet Final Fantasy VII medverkar Cloud också i två animerade filmer: Final Fantasy VII: Advent Children och Final Fantasy VII: Last Order. Han gästspelar även i många andra spel, såsom fightingspelen Ehrgeiz: God Bless the Ring och Dissidia: Final Fantasy samt Final Fantasy-spelet Final Fantasy Tactics. Det finns även en kompilation av FFVII-serien, Compilation of FFVII, där han medverkar i större eller mindre omfattning i allihop.

### Kingdom Hearts
Cloud är med i spelet Kingdom Hearts. I spelet har han blivit hyrd av Hades för att döda Herkules. Under en strid mot Sora, skickar Hades Kerberos på Cloud och Sora. De blir räddade av Herkules. Cloud möter Sora senare i spelet och berättar att han har förlorat sitt ljus och söker efter det. När hans ärkefiende Sephiroth dyker upp slåss Cloud mot honom för att skydda Sora. Cloud dyker även upp i Kingdom Hearts II när man ska besegra hans "mörker". Man slåss mot fienden Sephiroth, samtidigt som man ska försöka hitta hans ljus.